# Naranbold Nyam-Osor
Naranbold Nyam-Osor (22 de fevereiro de 1992) é um futebolista mongol que atua como atacante. Atualmente joga pelo Khoromkhon.

## Carreira internacional
Seu primeiro jogo pela seleção mongol foi na fase preliminar da Copa das Federações do Leste Asiático de 2015, na partida contra Guam em 23 de julho de 2014.